# Біскупиці (гміна Дробін)
Біскупиці (пол. Biskupice) — село в Польщі, у гміні Дробін Плоцького повіту Мазовецького воєводства.
Населення — 81 особа (2011).
У 1975-1998 роках село належало до Плоцького воєводства.

## Демографія
Демографічна структура станом на 31 березня 2011 року:
|          | Загалом | Допрацездатний вік | Працездатний вік | Постпрацездатний вік |
| -------- | ------- | ------------------ | ---------------- | -------------------- |
| Чоловіки | 44      | 6                  | 31               | 7                    |
| Жінки    | 37      | 13                 | 17               | 7                    |
| Разом    | 81      | 19                 | 48               | 14                   |